# Любисток лікарський
Любисток лікарський (Levisticum officinale)  — рослина з монотипного роду любисток (Levisticum) родини окружкові або зонтичні (Apiaceae, Umbelliferae).
Багаторічна рослина з прямим, порожнистим, циліндричним, угорі галузистим пагоном заввишки до 2-х метрів.
Листки досить великі, блискучі, пірчасто-розсічені, зубчасті.
Квітки дрібні, ясно-жовті, зібрані в складний зонтик.
Цвіте в червні-серпні.
Смак коренів пряний.
Вся рослина має своєрідний запах що нагадує запах селери.

## Ареал
Походить з Південної Європи. Розводять по селах, на городах, у квітниках, палісадниках, біля хат, іноді росте здичавілий.

## Хімічний склад
Рослина містить крохмаль, цукри, жири, багато дубильних речовин, смолисті сполуки. Також містить камедь, органічні кислоти, ефірну олію, кумарини, естери валеріанової та оцтової кислот, лактони бутилофталід, бутиліденафталід і безводну седанову кислоту, бергаптен, сесквітерпени.

## Використання в медицині
Використовується в офіційній медицині в вигляді настою хворим на аритмію, коронарну недостатність при ожирінні.
Настій нагадує за смаком петрушку.
Протипоказаний вагітним жінкам та при запаленні нирок.
У народній медицині використовується при захворюваннях нирок, особливо при водяниці, набряку ніг. Також при хворобах серця, для послаблення болів при місячних.